# Zdravotnický prapor „Špitálníci“
Zdravotnický prapor Špitálníci, nebo také „Hospitaléři“ (ukrajinsky Медичний батальйон «Госпітальєри», Medyčnyj bataljon «Hospitaljery») je ukrajinský dobrovolnický zdravotnický prapor, který od roku 2014 poskytuje první pomoc a evakuuje raněné ukrajinské vojáky z frontových linií v probíhající rusko-ukrajinské válce a věnuje se zdravotnickému školení vojáků i civilistů. Motto praporu zní „V zájmu každého života!“.
K únoru 2024 Špitálníci evakuovali 16 630 zraněných, z toho 3 200 připadá na období před plnohodnotnou ruskou invazí. V praporu aktivně působí asi 360 lékařů a zdravotníků rozdělených do více než 50 posádek.

## Historie
Zdravotnický prapor „Špitálníci“ byl založen 6. července 2014 dobrovolnou medičkou Janou Zinkevyč. Tehdy osmnáctiletou zdravotnici dle jejích slov k založení praporu vedly krvavé bitvy o vesnice Karlivka a Pisky v Doněcké oblasti, během nichž si uvědomila nutnost dobrovolnické zdravotnické síly schopné působit přímo na frontové linii.
Jednotka je pojmenována po Řádu špitálníků, středověkém křesťanském rytířském řádu, součástí znaku je proto i kříž maltézských rytířů. Prapor se krátce po svém vzniku zařadil pod Ukrajinský dobrovolnický sbor, paramilitární křídlo organizace Pravý sektor. Zde však působil jen do roku 2015, kdy se Dmytro Jaroš rozhodl založit novou dobrovolnickou formaci stojící mimo struktury Pravého sektoru, jíž se stala Ukrajinská dobrovolnická armáda. Špitálníci se stali jednou ze zakládajících jednotek tohoto uskupení a v rámci Ukrajinské dobrovolnické armády působí dosud.
Jana Zinkevyč se stala náčelníkem lékařské služby Ukrajinské dobrovolnické armády a stálou velitelkou praporu Špitálníků. V roce 2017 v rámci Špitálníků působilo asi 60 osob, se stovkou dalších v záloze. Během pozdějších fází války na Donbase na pozicích působilo najednou vždy pět posádek zhruba po třech lidech, přičemž limitem byly finance, resp. počet dostupných vozů pro evakuace. Na tzv. nulové linii, tedy pozicích v bezprostředním kontaktu s nepřítelem, se medici střídali striktně v patnáctidenních rotacích, přičemž po dvou rotacích na frontě vždy medikům náležela dovolená. Tento systém měl být inspirován standardy NATO.
V roce 2019 byl založen městský podnik „Špitálníci Dnipra“ (ukrajinsky Госпітальєри Дніпра, Hospitaljery Dnipra) financovaný z rozpočtu města Dnipro, jehož cílem je ve spolupráci s místní nemocnicí školit městský personál včetně městské policie a učitelů na poskytování první pomoci. Podnik po svém vzniku zaměstnával 14 lidí a řídila ho přímo Jana Zinkevyč.

## Činnost
Zdravotnický prapor poskytuje pomoc všem dobrovolníkům, vojákům a civilistům ve válečné zóně, kteří potřebují první pomoc, nouzovou lékařskou intervenci nebo terapeutickou asistenci. Špitálnici především evakuují, stabilizují a transportují raněné z válečné zóny do stabilizačních bodů a frontových nemocnic. Členové špitálníků jsou zpravidla přiřazeni ke konkrétním jednotkám a nacházejí se tak přímo na frontových liniích spolu s ukrajinskou armádou. To umožňuje poskytovat účinnější a okamžitou pomoc přímo během bitvy a zvyšuje šance na úspěšnou evakuaci a zotavení těžce zraněných. Během války na Donbase působili někteří dobrovolníci také v nemocnicích měst poblíž fronty, kde asistovali místnímu civilnímu personálu. Jedním z takových míst byla například 66. nemocnice ve městě Avdijivka.

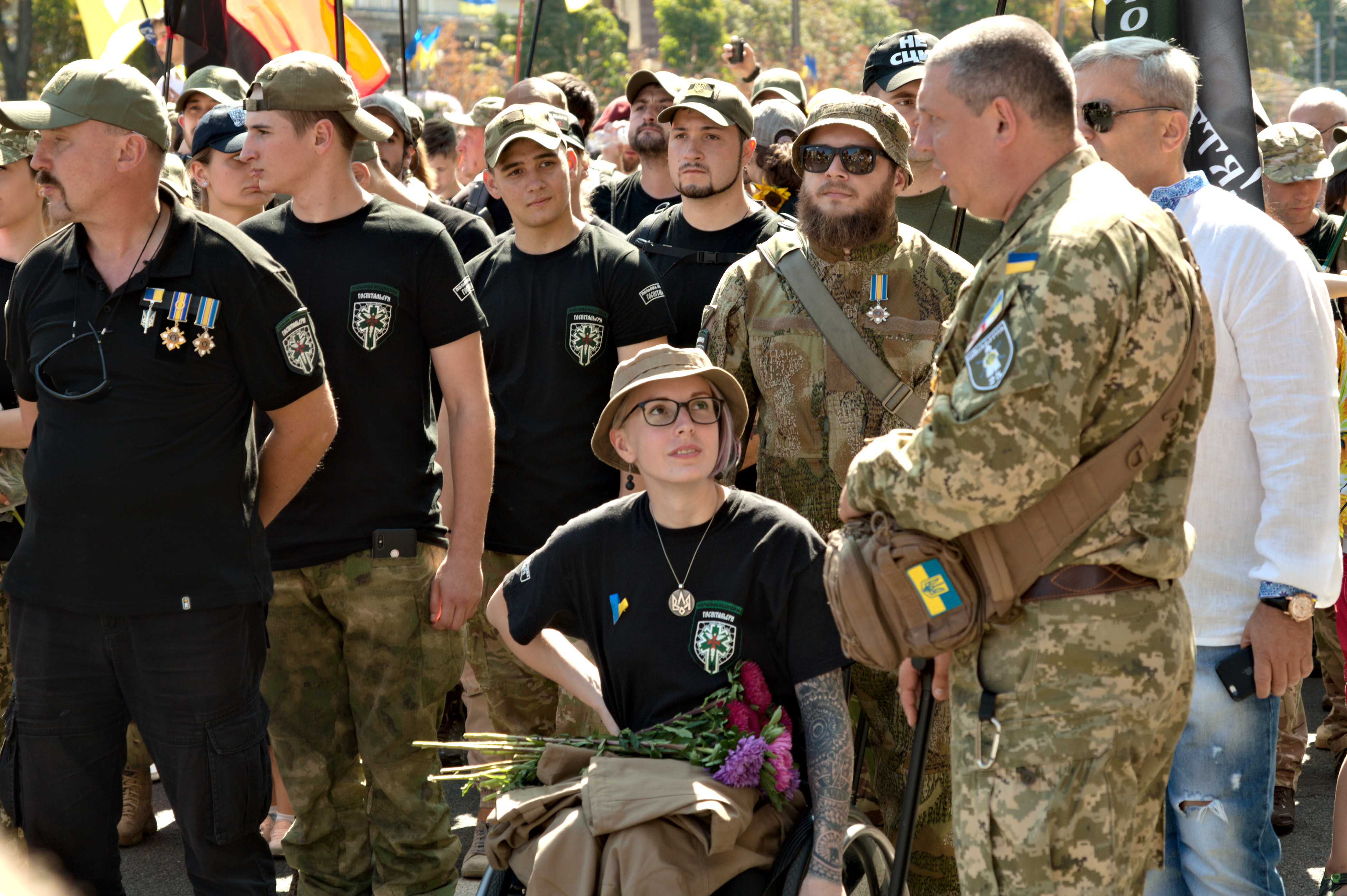
Lékaři zdravotnického praporu spolu se svou velitelkou Janou Zinkevyč na Pochodu obránců Ukrajiny, 24. srpna 2019

Dobrovolníci zdravotnického praporu také poskytují stálou podporu raněným v nemocnici města Dnipro, kam byla během války na Donbase převážena většina těžce raněných vojáků a i během plnohodnotné ruské invaze slouží jako jedna z nejvýznamnějších nemocnic pro vojenský personál. Špitálníci zde také poskytují pohospitalizační podporu a rehabilitace pro zraněné a jejich rodiny.
Dalším důležitým posláním Špitálníků je zdravotnicko-taktický výcvik. Před plnohodnotnou invazí se konaly jednou měsíčně v období od časného jara do pozdního podzimu pravidelné kurzy taktické medicíny na základně v Pavlohradě. Školení vedou zkušení zdravotničtí instruktoři, kteří sami prošli rotacemi v bojové zoně. Výcvik poskytovaný Špitálníky je oblíbený jak u vojáků, tak u civilistů, protože znalosti a dovednosti získané při výcviku jsou v prostředí válčící Ukrajiny užitečné prakticky všem, hodit se navíc mohou i při nevojenských mimořádných událostech v běžném životě. Do listopadu 2021 takové týdenní školení absolvovaly téměř dva tisíce lidí, přičemž do června 2023 proběhlo celkem 60 kurzů, z nichž 13 připadá na po plnohodnotné ruské invazi otevřenou pobočku v Kyjevě.
Hned v druhý den plnohodnotné ruské invaze na Ukrajinu začali Špitálníci přijímají nové dobrovolníky a shromažďovat finanční prostředky na opravy vozidel, palivo a zdravotnický materiál a své posádky vyslali do všech sekcí fronty. Se Špitálníky také začali spolupracovat civilní lékaři, kteří nemohou nebo nechtějí opustit své hlavní povolání. V rámci dobrovolnického zdravotnického praporu však mohou nárazově odjet na měsíční turnus na frontových pozicích a poté se opět vrátit ke své civilní službě.
Fungování praporu je závislé na finanční i materiální podpoře dárců, v éře před plnohodnotnou invazí šlo především o Ukrajince včetně diaspory. Po únoru 2022 se Špitálníkům daří získávat podporu i ze zahraničí, významnou roli hraje např. britská pobočka Hospitallers registrovaná ve Spojeném království jako oficiální charitativní organizace, což jí umožňuje získávat zdroje od jednotlivců i spolupracujících organizací. Známými tvářemi praporu se celosvětově stali kanadský veterán Brandon Mitchell a americká zdravotní sestra Rebekah Maciorowski, kteří díky své popularitě na sociálních sítích a obsahu v angličtině dokáží oslovovat mezinárodní publikum a získávat tak pro prapor dary od svých sledujících.

## Dokumentární snímky
Mezi lety 2014 a 2015 natočili medici praporu Jevhen Titarenko a Natalija Chazan 120 hodin záběrů, z nichž v roce 2015 vznikl celovečerní dokumentární film War for Peace. Americká premiéra se odehrála v roce 2018 na Dnech ukrajinské kinematografie v New Yorku, v roce 2020 byl také promítán na festivalu ArtDocFest v Rize.
Jevhen Titarenko následně natočil v koprodukci s lotyšskými a českými tvůrci včetně Filipa Remundy a Víta Klusáka v roce 2023 další film Východní fronta, který přibližuje fungování Špitálníků během plnohodnotné ruské invaze. V Česku měl snímek premiéru na festivalu Jeden svět.
V únoru 2023 se Špitálníkům věnovala také jedna z epizod dokumentárního pořadu Panorama od BBC, nazvaná Ukraine's War Diaries. V červnu 2023 pak činnost praporu zmapovala televize ARTE v epizodě dokumentárního seriálu Re: nazvané Freiwillige Sanitäter an der Front.